# I-1 (1926)
El I-1 fue un submarino japonés del tipo J1  construido por Kawasaki, en sus astilleros en Kobe, para la Marina Imperial Japonesa. Era un submarino de crucero que desplazaba 2135 toneladas y fue el primero de cuatro naves de su clase.
Fue asignado el 10 de marzo de 1926 y sirvió en la Segunda Guerra Mundial. El 29 de enero de 1943, durante la Operación Ke, los arrastreros armados neozelandeses HMNZS Kiwi y el HMNZS Moa, lo interceptaron y hundieron en batalla en la Bahía de Kamimbo, en Guadalcanal.

## Historial de combate
- 7 de diciembre de 1941: durante el ataque a Pearl Harbor estuvo estacionado en las cercanías de Kauai para actividades de búsqueda y destrucción de naves que escaparan del puerto.
- 15 de diciembre de 1941: bombardeó Kahului, Maui.
- 31 de diciembre de 1941: bombardeó el puerto de Hilo, Hawái.
- 3 de marzo de 1942: hunde al vapor holandés de 8806 toneladas Siantar en ruta a Australia desde Java.
- 18 de abril de 1942: presenció la Incursión Doolittle en Tokio
- 11 de junio de 1942: zarpa para patrullar las Aleutianas.
- 1 de agosto de 1942: se adapta para el rol de carguero. El cañón de popa de 140 mm (5.5 pulgadas) es retirado para dejar espacio para una barcaza de 14 metros (45,9 pies) Daihatsu.
- 26 de octubre de 1942: en Nueva Guinea, evacúa tropas Japonesas desde la isla de Goodenough a Rabaul.
- 10 de enero de 1943: recibe la barcaza Daihatsu.
- 20 de enero de 1943: Llega a Rabaul y carga arroz, pasta de judías, jamón y embutidos, todo en contenedores de goma, dentro de la barcaza Daihatsu. La tripulación de tres hombres de la barcaza embarca también.
- 24 de enero de 1943: El I-1 deja Rabaul por Buin para recoger víveres para una misión de abastecimiento a Guadalcanal.

## Hundimiento
El 29 de enero de 1943 se encuentra con los arrastreros armados neozelandeses HMNZS Kiwi y HMNZS Moa, que lo embisten y dañan en aguas poco profundas de la Bahía de Kamimbo, Guadalcanal. Los restos sobresalen parcialmente del agua.

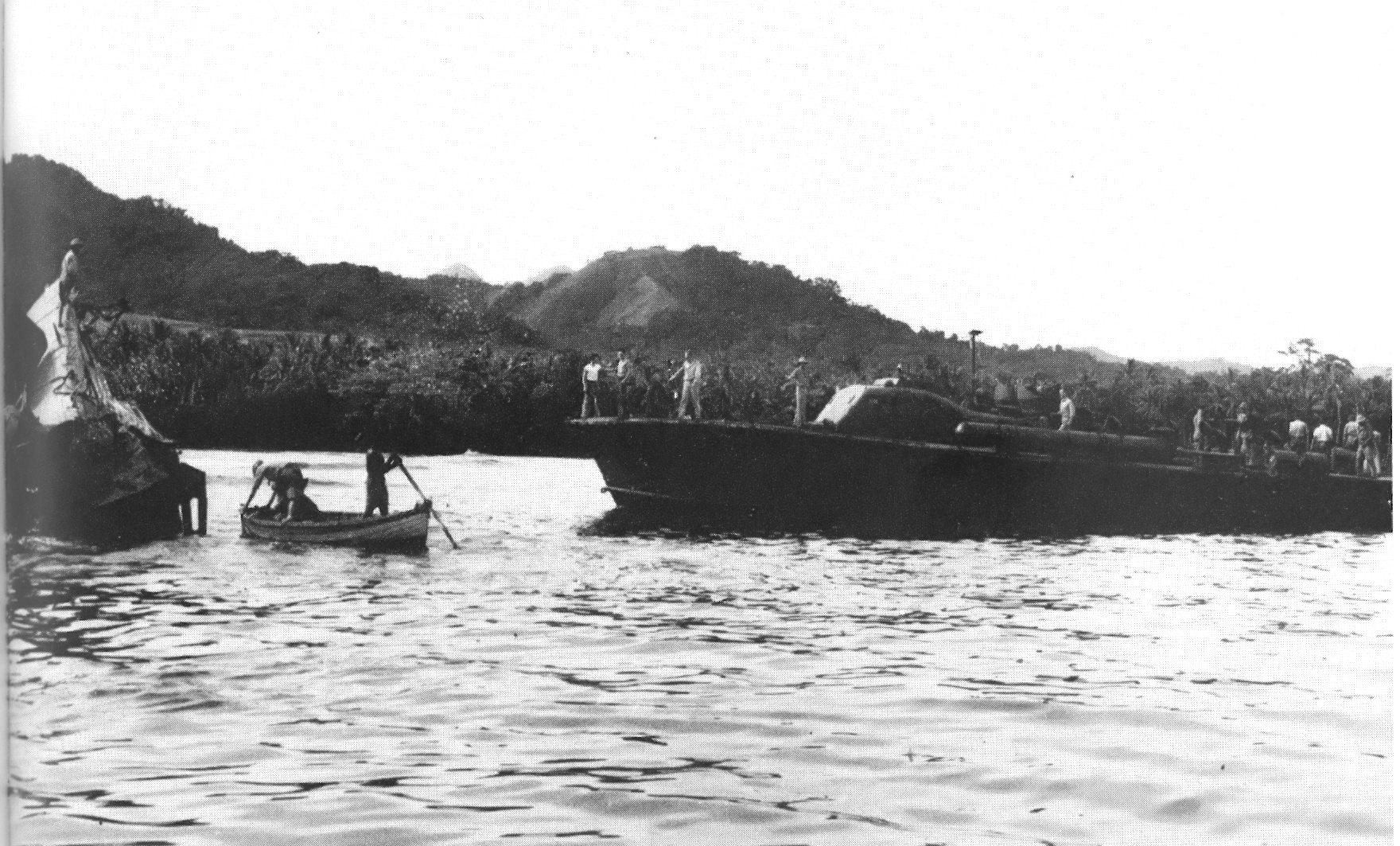
La tripulación del buque patrulla USS PT-65 de Estados Unidos inspecciona los daños en del submarino Japonés I-1.

Códigos vitales aún permanecían a bordo y el mando japonés trató sin éxito de destruir la nave usando ataques aéreos y submarinos. La Armada de los Estados Unidos recuperó  200 000 páginas de inteligencia: libros de códigos, cartas marinas, manuales y la bitácora de la nave.

## Intentos por hundirlo por parte de los japonenses[2]
- 2 de febrero de 1943: Durante la noche, cinco miembros de la tripulación y 11 soldados japoneses intentan detonar los restos usando dos cargas de profundidad. La explosión es muy débil para destruir los restos.
- 10 de febrero de 1943: Los japoneses, aún preocupados por haber comprometido sus códigos, tratan de destruir el I-1. Ocho bombarderos embarcados Aichi D3A2 “Val”, escoltados por 28 cazas embarcados “Zeke” y 14 del 2.º(después 582°) Grupo Aéreo Naval, bombardean los restos y aciertan una vez cerca de la torre. Casi la quinta parte del I-1 sobresale del agua después del ataque.
- 11 de febrero de 1943: La nave hermana del I-1, el I-2, con el oficial al mando del I-1 teniente Korida a bordo, parte de las Islas Shortland para hundir los restos.
- 13 de febrero de 1943: El I-2 falla al intentar localizar el I-1 en la oscuridad.
- 15 de febrero de 1943: El I-2 intenta y falla de nuevo la localización del I-1.
- 1 de abril de 1943: El I-1 es borrado de la nómina de buques de la Armada Imperial Japonesa.

## Epílogo
Hacia 1970: Un caza-tesoros australiano en busca de metales valiosos detonó la sección de la proa del I-1. Esto causó mucho daño, ya que varios torpedos intactos todavía permanecían a bordo. La sección de proa aún existe, pero abierta por la mitad. El tercio frontal del submarino ha sido destruido, pero el resto del pecio sigue intacto. El I-1 yace con su proa a 14 m y la popa a 27 m de profundidad.
El cañón de la cubierta del submarino está expuesto en el Museo naval de Torpedo Bay, en Auckland, Nueva Zelanda. 